# Copestylum granulatum
Copestylum granulatum är en tvåvingeart som först beskrevs av Hull 1944.  Copestylum granulatum ingår i släktet Copestylum och familjen blomflugor.
Artens utbredningsområde är Peru. Inga underarter finns listade i Catalogue of Life.